# Nolinszk
Nolinszk (oroszul: Нолинск) város Oroszország Kirovi területén, a Nolinszki járás székhelye. Az 1940-től 1957-ig Vjacseszlav Mihajlovics Molotov vezető szovjet államférfiról Molotovszknak nevezték.
Lakossága: 9554 fő (a 2010. évi népszámláláskor).

## Fekvése
A Kirovi terület déli részén, Kirov területi székhelytől kb. 136 km-re délre, a Voja (a Vjatka mellékfolyója) jobb partján helyezkedik el, (a torkolattól kb. 20 km-re.) Területe az alacsony Vjatkai-uvalok (dombság) karsztos vidékéhez tartozik.

## Története
1584-ben orosz telepesek érkeztek a vidékre, kiszorították a marikat és Noli néven települést alapítottak. A név a helyi folyócska nevének átvétele.  1658-ban fatemplomot emeltek, melyet 1668 és 1724 között kőből átépítettek. 1764-ig a vidék a Voja folyó partján 1612-ben alapított kolostor birtoka volt. A falu 1780-ban Nolinszk néven városi címet kapott. 1823-ban, majd 1865-ben teljesen leégett. Az új rendezési terv alapján viszonylag hamar felépült. A tehetős városi kereskedők családi házainak egy része a főutcán máig fennmaradt.
A 19–20. század fordulóján a városba száműzöttek között megfordult Feliksz Dzerzsinszkij is, aki néhány hónapig a helyi dohány- és mahorkagyárban dolgozott. A gazdag gyártulajdonos egyébként Molotov nagyapja volt.